# Contea di Veszprém
Veszprém (pronuncia: [ˈvɛspreːm]) è una contea dell'Ungheria centroccidentale che prende il nome dall'omonima città.
Confina con le altre contee di Győr-Moson-Sopron, Komárom-Esztergom, Fejér, Somogy, Zala e Vas; suo capoluogo è la città di Veszprém.

## Struttura della contea

### Città con diritti di contea
- Veszprém (Capoluogo)

### Città
(ordinati per abitanti, secondo censimento del 2001)
- Pápa (33 583)
- Ajka (31 971)
- Várpalota (21 682)
- Tapolca (17 914)
- Balatonfüred (13 289)
- Balatonalmádi (8514)
- Zirc (7445)
- Sümeg (6847)
- Berhida (5927)
- Devecser (5232)
- Balatonfűzfő (4337)
- Herend (3446)
- Badacsonytomaj (2312)

### Paesi
- Adásztevel
- Adorjánháza
- Alsóörs
- Apácatorna
- Aszófő
- Ábrahámhegy
- Badacsonytördemic
- Bakonybél
- Bakonyjákó
- Bakonykoppány
- Bakonynána
- Bakonyoszlop
- Bakonypölöske
- Bakonyság
- Bakonyszentiván
- Bakonyszentkirály
- Bakonyszücs
- Bakonytamási
- Balatonakali
- Balatonakarattya
- Balatoncsicsó
- Balatonederics
- Balatonfőkajár
- Balatonhenye
- Balatonkenese
- Balatonrendes
- Balatonszepezd
- Balatonszőlős
- Balatonudvari
- Balatonvilágos
- Barnag
- Bazsi
- Bánd
- Béb
- Békás
- Bodorfa
- Borszörcsök
- Borzavár
- Csabrendek
- Csajág
- Csehbánya
- Csesznek
- Csetény
- Csopak
- Csót
- Csögle
- Dabronc
- Dabrony
- Dáka
- Doba
- Döbrönte
- Dörgicse
- Dudar
- Egeralja
- Egyházaskesző
- Eplény
- Farkasgyepű
- Felsőörs
- Ganna
- Gecse
- Gic
- Gógánfa
- Gyepükaján
- Gyulakeszi
- Hajmáskér
- Halimba
- Hárskút
- Hegyesd
- Hegymagas
- Hetyefő
- Hidegkút
- Homokbödöge
- Hosztót
- Iszkáz
- Jásd
- Kamond
- Kapolcs
- Karakószörcsök
- Káptalanfa
- Káptalantóti
- Kemeneshőgyész
- Kemenesszentpéter
- Kerta
- Kékkút
- Királyszentistván
- Kisapáti
- Kisberzseny
- Kiscsősz
- Kislőd
- Kispirit
- Kisszőlős
- Kolontár
- Köveskál
- Kővágóörs
- Kup
- Külsővat
- Küngös
- Lesencefalu
- Lesenceistvánd
- Lesencetomaj
- Litér
- Lovas
- Lovászpatona
- Lókút
- Magyargencs
- Magyarpolány
- Malomsok
- Marcalgergelyi
- Marcaltő
- Márkó
- Megyer
- Mencshely
- Mezőlak
- Mihályháza
- Mindszentkálla
- Monostorapáti
- Monoszló
- Nagyacsád
- Nagyalásony
- Nagydém
- Nagyesztergár
- Nagygyimót
- Nagypirit
- Nagytevel
- Nagyvázsony
- Nemesgörzsöny
- Nemesgulács
- Nemeshany
- Nemesszalók
- Nemesvita
- Nemesvámos
- Németbánya
- Noszlop
- Nóráp
- Nyárád
- Nyirád
- Olaszfalu
- Oroszi
- Óbudavár
- Öcs
- Örvényes
- Öskü
- Ősi
- Paloznak
- Papkeszi
- Pápadereske
- Pápakovácsi
- Pápasalamon
- Pápateszér
- Pécsely
- Pénzesgyőr
- Pétfürdő
- Porva
- Pula
- Pusztamiske
- Raposka
- Révfülöp
- Rigács
- Salföld
- Sáska
- Somlójenő
- Somlószőlős
- Somlóvásárhely
- Somlóvecse
- Sóly
- Sümegprága
- Szápár
- Szentantalfa
- Szentbékkálla
- Szentgál
- Szentimrefalva
- Szentjakabfa
- Szentkirályszabadja
- Szigliget
- Szőc
- Tagyon
- Takácsi
- Taliándörögd
- Tés
- Tihany
- Tótvázsony
- Tüskevár
- Ugod
- Ukk
- Uzsa
- Úrkút
- Vanyola
- Vaszar
- Várkesző
- Városlőd
- Vászoly
- Veszprémfajsz
- Veszprémgalsa
- Vid
- Vigántpetend
- Vilonya
- Vinár
- Vöröstó
- Zalaerdőd
- Zalagyömörő
- Zalahaláp
- Zalameggyes
- Zalaszegvár
- Zánka

## Galleria d'immagini

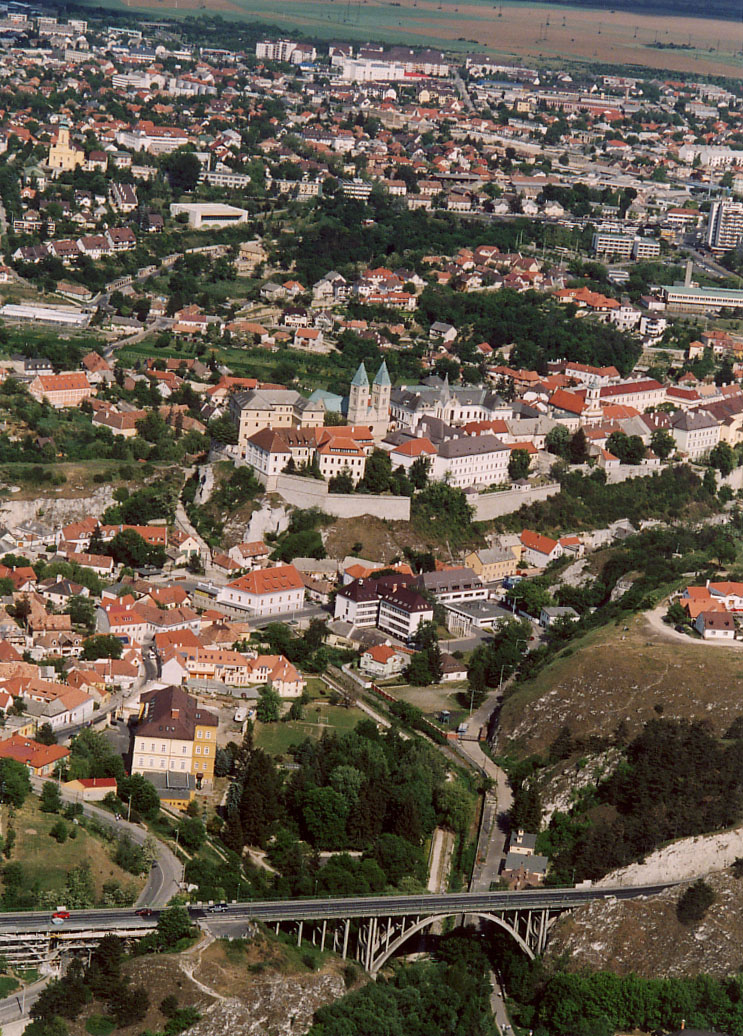
Fotografia aerea di Veszprém
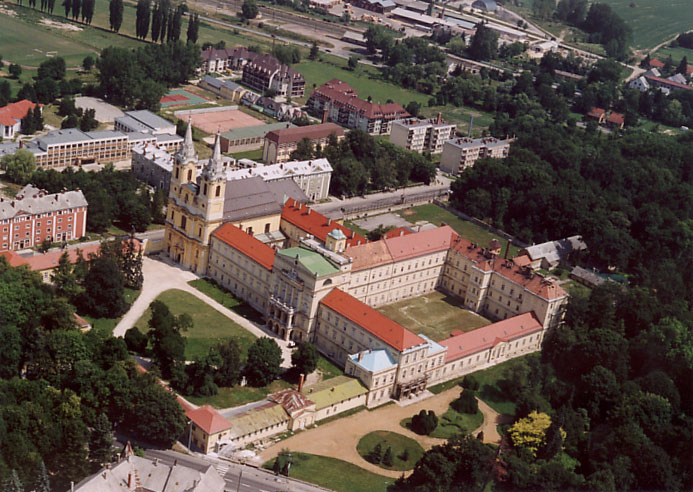
Abbazia cistercense di Zirc